# Asplenium inaequilaterale
Asplenium inaequilaterale är en svartbräkenväxtart som beskrevs av Jean Baptiste Bory de Saint-Vincent och Carl Ludwig Willdenow. Asplenium inaequilaterale ingår i släktet Asplenium och familjen Aspleniaceae. Inga underarter finns listade.